# Xherdan Shaqiri
Xherdan Shaqiri, švicarski nogometaš, * 10. oktober 1991, Gnjilane.

## Življenjepis
Xherdan Shaqiri (Džerdan Šačiri) se je rodil v Gnjilanu na jugovzhodu Kosova. Ta kraj z 88.000 prebivalci leži slabih 50 km jugovzhodno od Prištine ter 980 km od Ljubljane. S starši in bratom se je preselil v Švico, ko je imel dve leti. Drugega januarja 2009 je podpisal svojo prvo profesionalno pogodbo s švicarskim prvoligašem FC Basel. Poleti 2012 pa je podpisal 4-letno pogodbo z nemškim Bayernom iz Münchna.V začetku januarja 2015 pa je podpisal pogodbo z italijanskim nogometnim prvoligašem Milanskim Interjem.
Igral je v vseh selekcijah švicarske reprezentance. Za člansko izbrano vrsto pa je debitiral 3. marca 2010 v švicarskem mestu St. Gallen, ko so Švicarji izgubili z Urugvajci (1:3).

## Uspehi
FC Basel
- Švicarski nogometni prvak 2010, 2011 in 2012
- Švicarski pokalni zmagovalec 2010, 2012
- Švicarski Superpokal: 2011

FC Bayern München
- nemški prvak: 2013, 2014
- nemški pokalni zmagovalec : 2013, 2014
- Zmagovalec Lige prvakov: UEFA Liga prvakov 2012/13
- FIFA-klubsko SP: 2013
- UEFA Superpokal: 2013
- DFL-Superpokal: 2012

Reprezentanca
- 2.mesto na U21 leta 2011